# Ivanhoe, Minnesota
Ivanhoe är administrativ huvudort i Lincoln County i Minnesota. Ivanhoe hade 560 invånare enligt 2020 års folkräkning.